# Бадрулбадур

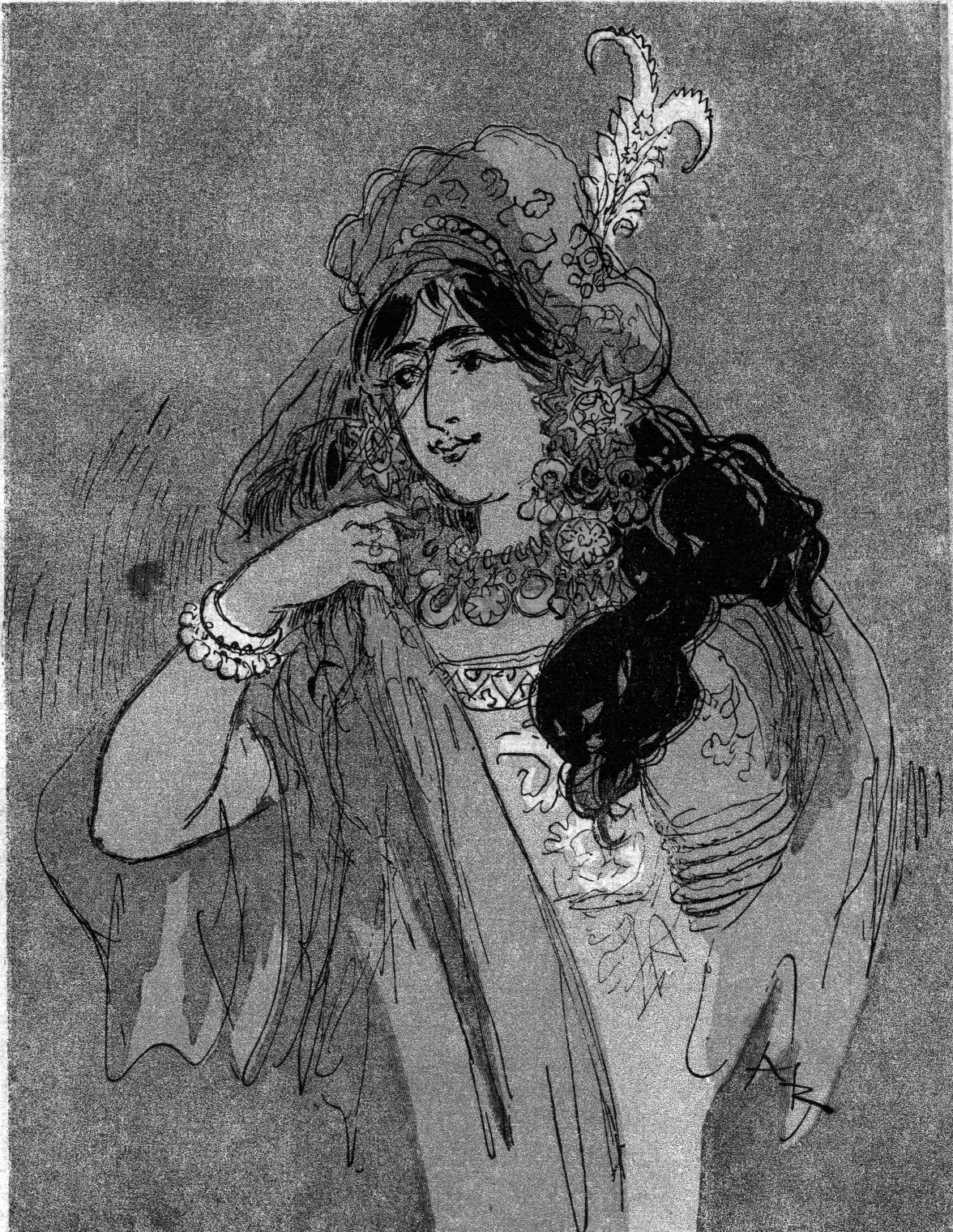
Иллюстрация образа принцессы в книге Альберта Робида "Аладдин"

Бадрулбаду́р / Бадр уль-Бадур / Бадр эль-Буду́р (арабский: араб. بدر البدور‎ Badr ul-Budūr, «полнолуние полнолуний») — принцесса, на которой Аладдин женился в сказке «Аладдин и волшебная лампа». Ее имя используется как метафора женской красоты, которая распространена в арабской литературе и в цикле «Тысяча и одна ночь».
Когда Аладдин находит волшебную лампу, он обнаруживает, что в ней живёт Джинн, исполняющий желания своего хозяина (освободителя). С его помощью Аладдин — бедный юноша, который в других обстоятельствах не мог бы жениться на принцессе — становится богатым и могущественным и женится на принцессе Бадрулбадур.
В диснеевском мультфильм «Аладдин» её имя было изменено на Жасмин, и она стала арабской принцессой. Она также упоминается в стихотворении Уоллеса Стивенса под названием «Черви у небесных ворот» в его книге «Фисгармония». Она является персонажем детского романа Майкла О. Туннелла «Желающая луна» и изображается как интригующая, черносердечная злодейка.
Имя Бадрулбадур также появляется в романах «Хороший солдат» Форда Мэдокса Форда и «Беспорядок» Бута Таркингтона (в роли принцессы Бедрулбудур) и «Потанцуй со мной» Рассела Хобана. Хобан также упоминает Бадуру как имя арабской принцессы в «Арабских ночах». Моника Болдуин в своем романе «Званные и избранные» использует имя Бадрулбадур в честь сиамской кошки, которая принадлежала её героине Урсуле, прежде чем она стала монахиней.